# Johann von Hochstetter
Johann (Hans) Friedrich Heinrich von Hochstetter (* 7. Mai 1784 in Braunsberg; † 24. August 1867 in Berlin) war ein preußischer Generalmajor.

## Leben

### Herkunft
Hochstetter entstammte einem Geschlecht, das am 6. Oktober 1518 durch Kaiser Maximilian I. in den Reichsadelsstand erhoben worden war. Er war der Sohn von Friedrich von Hochstetter und dessen Ehefrau Johanna Sophie, geborene Velhagen. Der Vater war preußischer Oberst a. D., zuletzt Kommandeur des Infanterieregiments „von Larisch“.

### Militärkarriere
Hochstetter besuchte das Kadettenhaus in Kulm und wurde am 15. August 1797 als Gefreiterkorporal im Infanterieregiment seines Vaters angestellt. Dort avancierte er Mitte Dezember 1801 zum Sekondeleutnant und fungierte 1805/06 als Bataillonsadjutant. In dieser Eigenschaft nahm Hochstetter während des Vierten Koalitionskrieges am Gefecht bei Halle (Saale) teil und wurde nach der Schlacht bei Lübeck infolge der preußischen Niederlage inaktiv gestellt.
Nach dem Frieden von Tilsit kam Hochstetter im Mai 1809 in das 2. Ostpreußische Infanterie-Regiment Nr. 3. Als Premierleutnant nahm er 1812 mit diesem Regiment während des Russlandfeldzuges an den Gefechten bei Tomosna, Eckau, Wollgund, Mesothen und am Überfall auf Friedrichstadt teil. In den Befreiungskriegen wurde er für sein Verhalten beim Sturm auf Wittenberg mit dem Eisernen Kreuz II. Klasse ausgezeichnet. Hochstetter kämpfte bei Luckau, Löwenberg, Goldberg, an der Katzbach und wurde als Stabskapitän beim Übergang bei Wartenburg leicht verwundet. Am 10. April 1815 stieg er zum Kapitän und Kompaniechef auf. Als solcher wurde Hochstetter am 27. Dezember 1816 in das 2. Garde-Regiment zu Fuß versetzt. Mit Patent vom 31. März 1818 wurde er am 30. März 1818 Major und etatsmäßiger Stabsoffizier. Daran schloss sich ab dem 30. März 1829 eine Verwendung als Kommandeur des I. Bataillons an. In dieser Eigenschaft wurde Hochstetter am 30. März 1834 zum Oberstleutnant befördert sowie am 9. September 1835 mit dem Roten Adlerorden III. Klasse mit Schleife ausgezeichnet. Mit seiner Beförderung zum Oberst beauftragte man ihn am 30. März 1836 mit der Führung des Kaiser Franz Garde-Grenadier-Regiments. Am 17. Oktober 1836 folgte seine Ernennung zum Regimentskommandeur und Hochstetter erhielt am 8. Juni 1838 den Orden der Heiligen Anna II. Klasse mit Brillanten. Aufgrund seines angegriffenen Gesundheitszustandes reichte er mehrfach seinen Abschied ein. Unter Verleihung des Charakters eines Generalmajors wurde ihm am 9. Februar 1840 wegen Invalidität mit der gesetzlichen Pension der Abschied gewährt.

### Familie
Hochstetter verheiratete sich am 14. Oktober 1822 in Berlin mit Johanna Bertha Behrendt (1805–1832). Sie war die Tochter des Hofrats Christian Behrendt. Aus der Ehe gingen zwei Söhne und eine Tochter hervor.